# Kay Greidanus
Kay Guido Greidanus (Den Haag, 4 juni 1991) is een Nederlands acteur.

## Biografie
Kay Greidanus, telg uit het geslacht Greidanus, is afkomstig uit een familie van acteurs en regisseurs. Hij is de zoon van acteur en regisseur Aus Greidanus (1950) en actrice Martine de Moor. Hij is de kleinzoon (van moederszijde) van acteur Guido de Moor en actrice Trins Snijders. Zijn halfbroer en -zus zijn de acteurs Aus Greidanus (1975) en Pauline Greidanus (1976).
Op achtjarige leeftijd speelde Greidanus een rol in de bioscoopfilm Kruimeltje. Vanaf zijn vijftiende speelde hij in drie producties bij ALBA theaterhuis in Den Haag.
Net als zijn broer Aus kreeg Kay zijn toneelopleiding aan de Toneelacademie Maastricht, waar hij in de zomer van 2013 afstudeerde. Tijdens zijn studie speelde hij onder andere in Prettige Feestdagen (regie: Domien Van Der Meieren), Family Voices (regie: Marijke de Kerf), Maria Stuart (regie: René Lobo) en maakte hij een eigen clownvoorstelling Montavivande met Ward Kerremans en Martijn Klink.
In 2011 speelde hij onder regie van Carina Molier bij Toneelgroep Maastricht in de voorstelling: Intensive Care 3 AM. In het theaterseizoen 2012/13 (nog tijdens zijn studie) speelde hij bij het Nationale Toneel onder regie van Theu Boermans de rol van de soldaat Vladimir in Drie zusters van Tsjechov, en, eveneens bij het Nationale Toneel, onder regie van Johan Doesburg, de rol van Gordon in Strange Interlude van Eugene O'Neill. Eind 2013 speelde hij onder regie van Marcus Azzini bij Toneelgroep Oostpool Het proces van Franz Kafka.
In 2014 is Greidanus te zien in het derde seizoen van de televisiedramaserie Bloedverwanten.
In 2014 en 2015 vertolkte Greidanus de hoofdrol in de Nederlandstalige versie van het Britse oorlogsdrama War Horse. Greidanus vertolkte in 2015 een rol in Meiden van de Herengracht op Net5. Hierin speelde hij de toyboy met wie Nico, hoofdredactrice van een tijdschrift, een affaire heeft gehad.
In 2019 speelde Greidanus samen met zijn vriendin Sarah Chronis in de televisieserie Nieuwe buren, waar ze tevens een koppel in speelden.
Vanaf half november 2019 is Greidanus te zien als Kasper Peters in de zestiendelige serie Dit Zijn Wij.

## Privé
Greidanus heeft sinds 2013 een relatie met actrice Sarah Chronis. Samen kregen zij twee kinderen; een zoon in 2021 en een dochter in 2023.

## Filmografie
- De Wet op het Kleinbedrijf (1998)
- Kruimeltje (1999) - trekschuitjongetje
- Urfeld (televisiefilm, 2012) - de jonge Klaas
- Sevilla (2012) - Ivar
- Onder het hart (film, 2014) - Cibor
- Bloedverwanten (televisieserie, 2014) - Maarten
- Ramses (televisieserie) (2014) - medestudent (1 aflevering)
- Meiden van de Herengracht (2015) - Hugo Willems
- Gouden Bergen (2015) - Erik
- Lost in the Game (2016) - Mario
- Riphagen (2016) - Jan van Liempd
- Petticoat (2016) - Willem van Rooden
- Centraal Medisch Centrum (2016) - Hannes Baak (1 aflevering)
- Als het zo is (2016) - Sam
- MeesterSpion (2016) - Freek (in jongere jaren)
- Lukas aan zee (2016) - Jimmy
- Flikken Maastricht (2017) - Mike Simons
- Anders (2017) - vriend*
- Huisvrouwen bestaan niet (2017) - Jasper
- Suspects (2018) - Duuk van Rossum (1 aflevering)
- De Jongens tegen de Meisjes (2018) - deelnemer
- Zwaar verliefd! (2018) - Stijn
- Lois (2018) - Nick (miniserie)
- Nieuwe buren - Kik van Velzen
- Dit zijn wij (2019) - Kasper Peters
- Huisvrouwen Bestaan Niet 2 (2019) - Jasper
- Commando's (2020) - Simon Goedegebure
- De Oost (2020) - officier
- The Dutch Boys (2021) - Jimmy
- Van der Valk (2022) - Ivo de Witt
- Der Amsterdam-Krimi (2022) - Nikolai
- Fijn Weekend (2023) - Bram
- Net als in de film (2023) - Olaf
- Full Moon (2025) - Damian

## Theater
- War Horse (Joop van den Ende Theaterproducties, 2014/15) - Albert
- Het Proces (Toneelgroep Oostpool, 2013)
- Strange Interlude (Nationale Toneel, 2012/13) - Gordon
- Drie zusters (Nationale Toneel, 2012/13) - Vladimir
- Intensive Care 3AM (Toneelgroep Maastricht, 2011)